# Histoire du palais des Doges

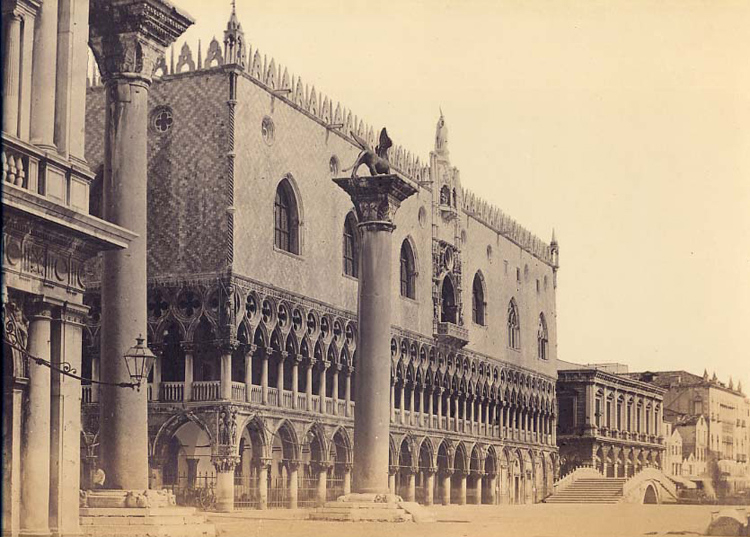
La façade donnant sur le bassin San Marco, photo de Carlo Ponti - (XIXe siècle

L’histoire du palais des Doges débute à l'époque médiévale et continue avec l'époque contemporaine.
Venise dépendait depuis sa naissance au VIe siècle de l'Empire byzantin mais la faiblesse de l'exarchat de Ravenne et des tribuns des îles face aux Lombards favorisa l'émergence d'un pouvoir local incarné par le premier duc ou « doge », Paolucio Anafesto (697-717), personnage aux confins de la légende et de l'histoire. Les premiers doges résidèrent à Eraclea (aujourd'hui Cittanova), comme l'avait fait le représentant du pouvoir byzantin ou magister militum avant d'être repris par Teodato Ipato qui transféra son siège à Malamocco.
Au IXe siècle, Venise s'émancipa de l'Empire byzantin et lors du schisme de 1054, choisit l'obédience de Rome. Au Xe siècle, le doge Angelo Participazio le déménagera finalement à Rialto, à la suite du siège de Pépin d'Italie.
L'édifice initial était probablement un palais fortifié, un fortin rapidement flanqué d'une basilique. 
Son aspect reste stable jusqu'au XIIe siècle quand le doge  Sebastian Ziani décide d'une restructuration des trois ailes, Les travaux démarrent dans l'aile méridionale en 1340, dans celle occidentale en 1424, et dans celle orientale en 1483 où un incendie, bientôt suivi de deux autres ont provoqué la destruction de nombreuses œuvres d'art rapidement remplacées.
Les Prigioni Nuove sont construites  et le rez-de-chaussée restructuré entre le  XVIe siècle et XVIIe siècle, ensuite le palais ne fait plus l'objet de travaux importants, mais est victime de nombreux dommages qui provoquèrent la perte de nombreuses œuvres d'art. 
Lors de l'annexion de Venise au royaume d'Italie, l'édifice passe sous la juridiction italienne et devient musée et siège du musée civique du Palazzo Ducale faisant partie de la Fondazione Musei Civici di Venezia (MUVE). 
En 2012 le nombre de visiteurs était de  1 319 527.

### Otton III, Henry IV et Henry V à Venise

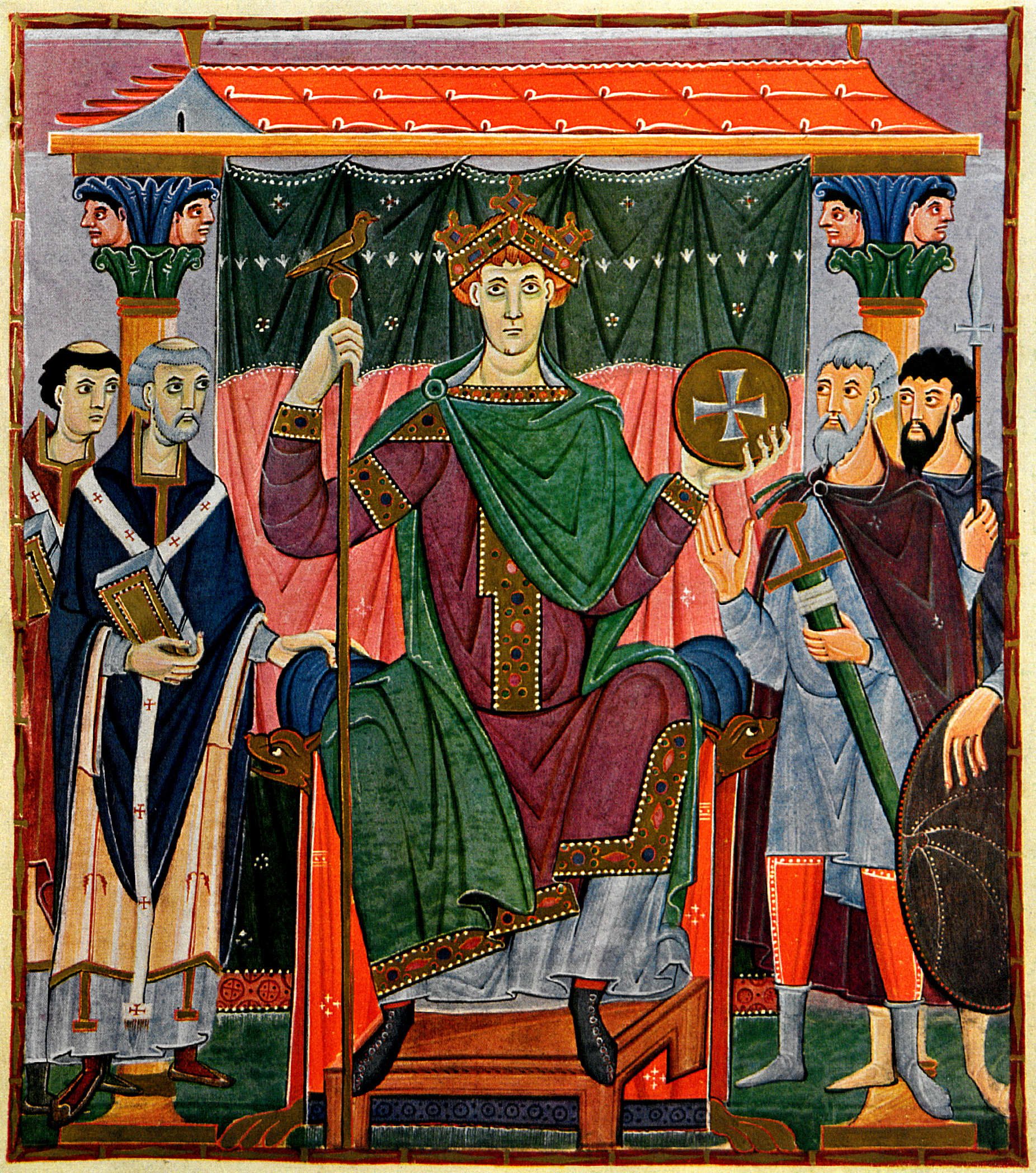
Otton III

## Agrandissements

### Le Maggior Consiglio dans la salle du Sénat

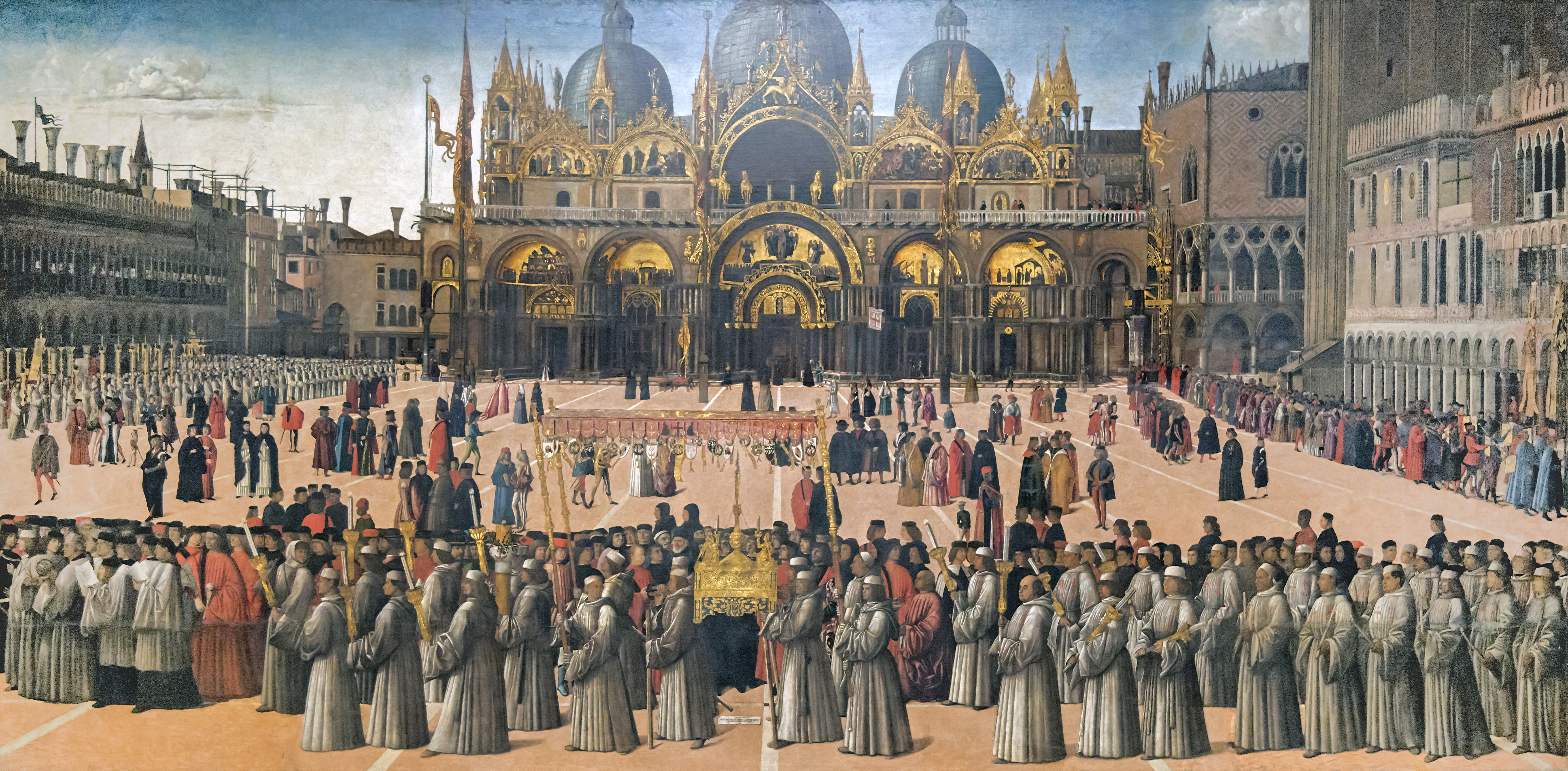
Procession place Saint-Marc de Gentile Bellini
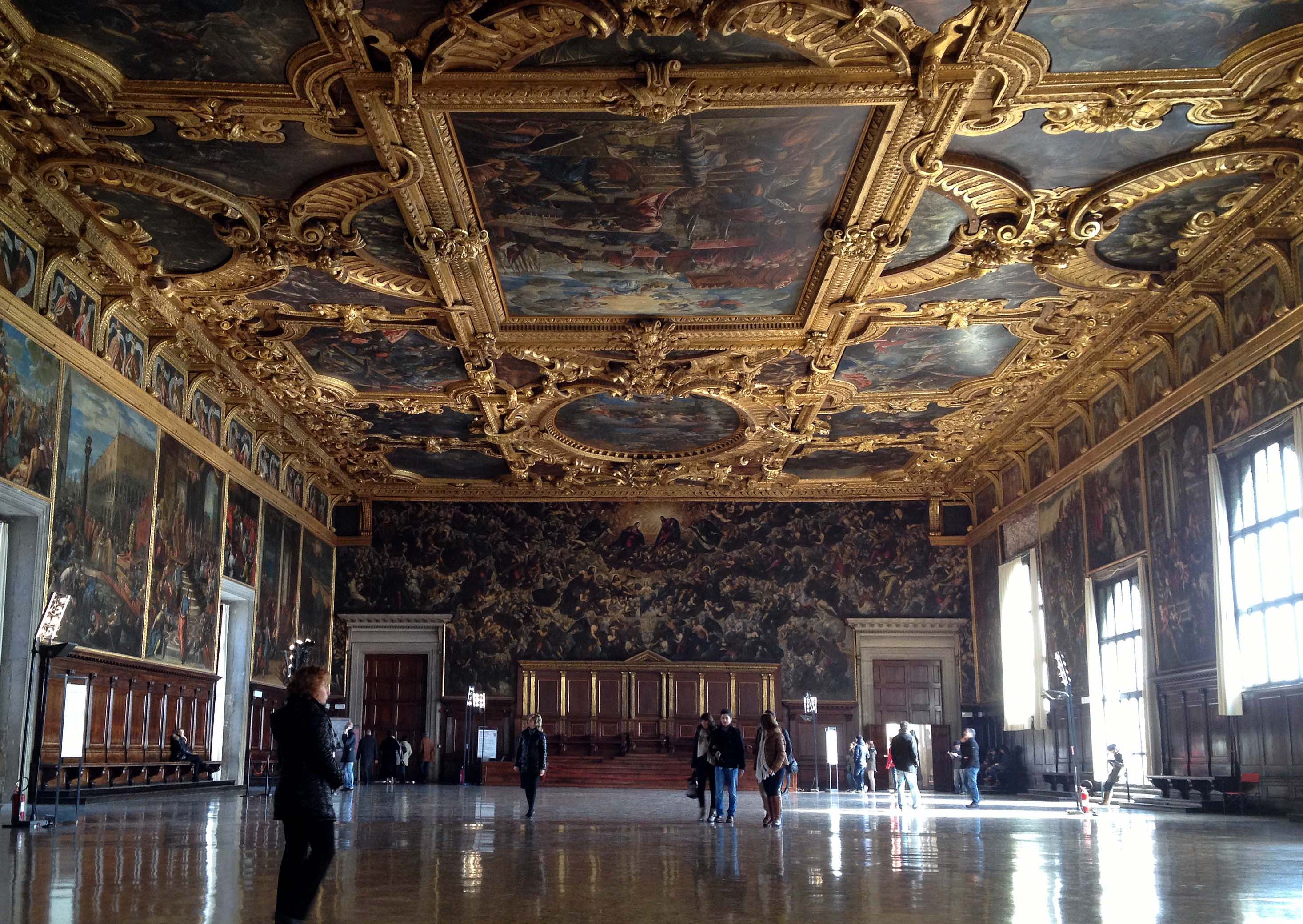
Salle du Maggior Consiglio
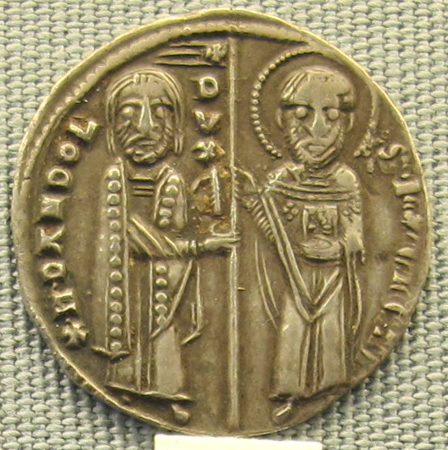
Monnaie représentant Enrico Dandolo
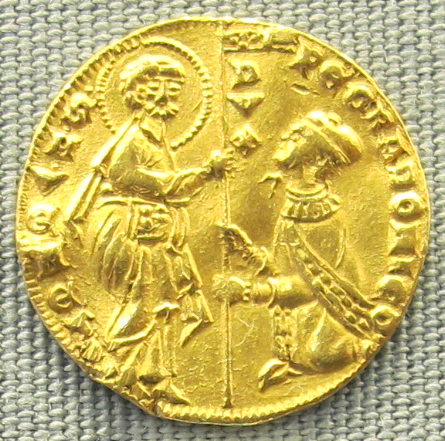
Monnaie représentant Pietro Gradenigo

### Autres travaux entre 1309 et 1340
« Dedimus libras tres grossorum in ducati auris 35, prò facendo aurum in foliis per Leone indorando qui est supra portoni scalae Palatii. »

### Agrandissement de 1340
« Cum sitfacta pars laborerìi Salae novae majoris Consilii de versus canale, ei necessarium sii videre et examinare quomodo murus ex parte Palatii curiae cum sicurtate fieri possit, et facta examinatione cum magistris de muro, et lignamine, inveniatur magna diversitas inter eos, ut res et laboreria Comunis procedere valeant bono modo, et quod possit discerni quid sìt melius. »

## Les trois incendies

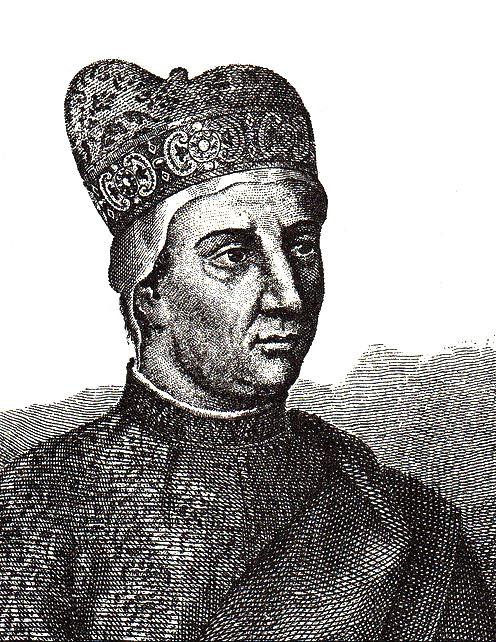
Giovanni Soranzo
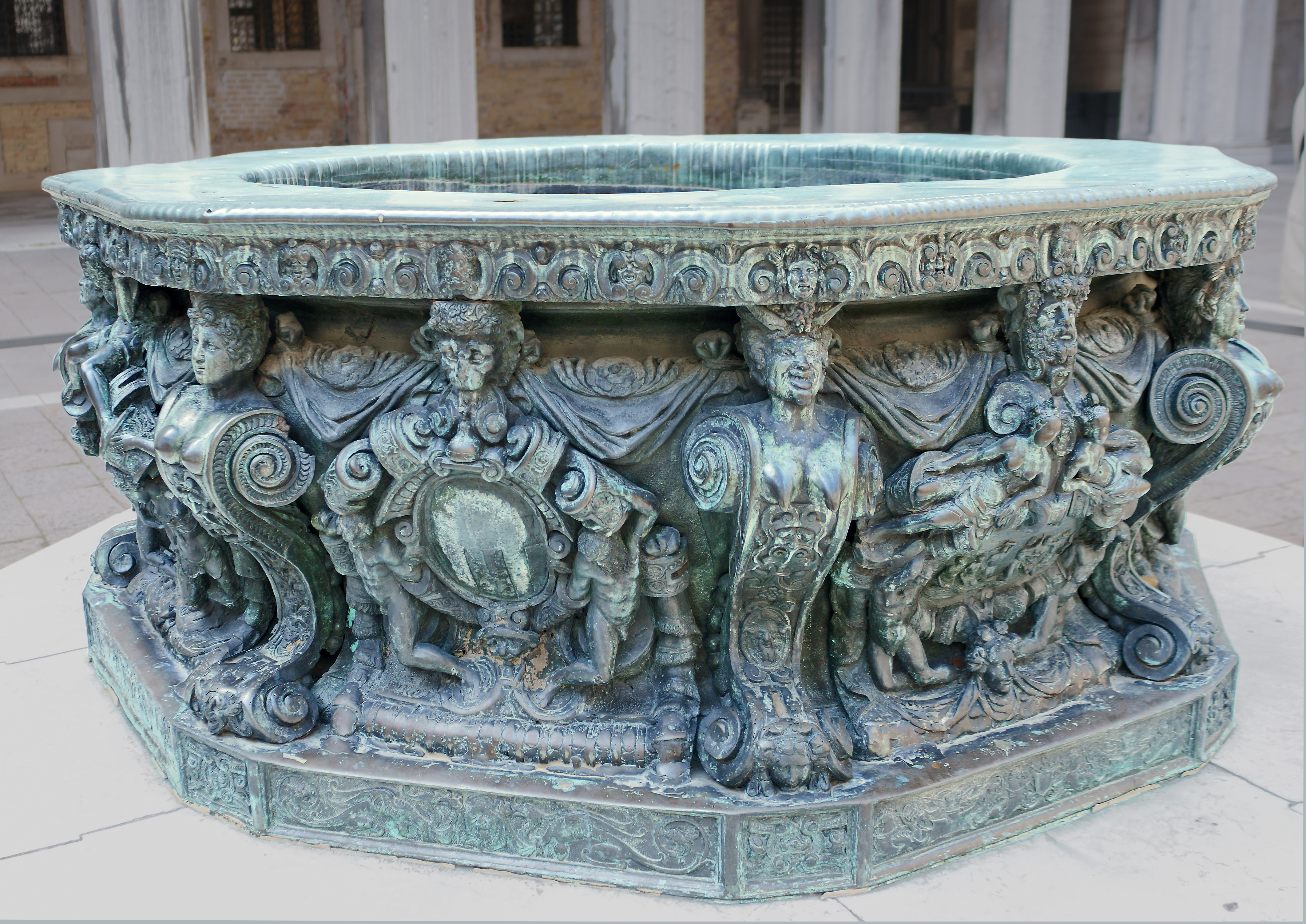
Pozzo dell'Alberghetti
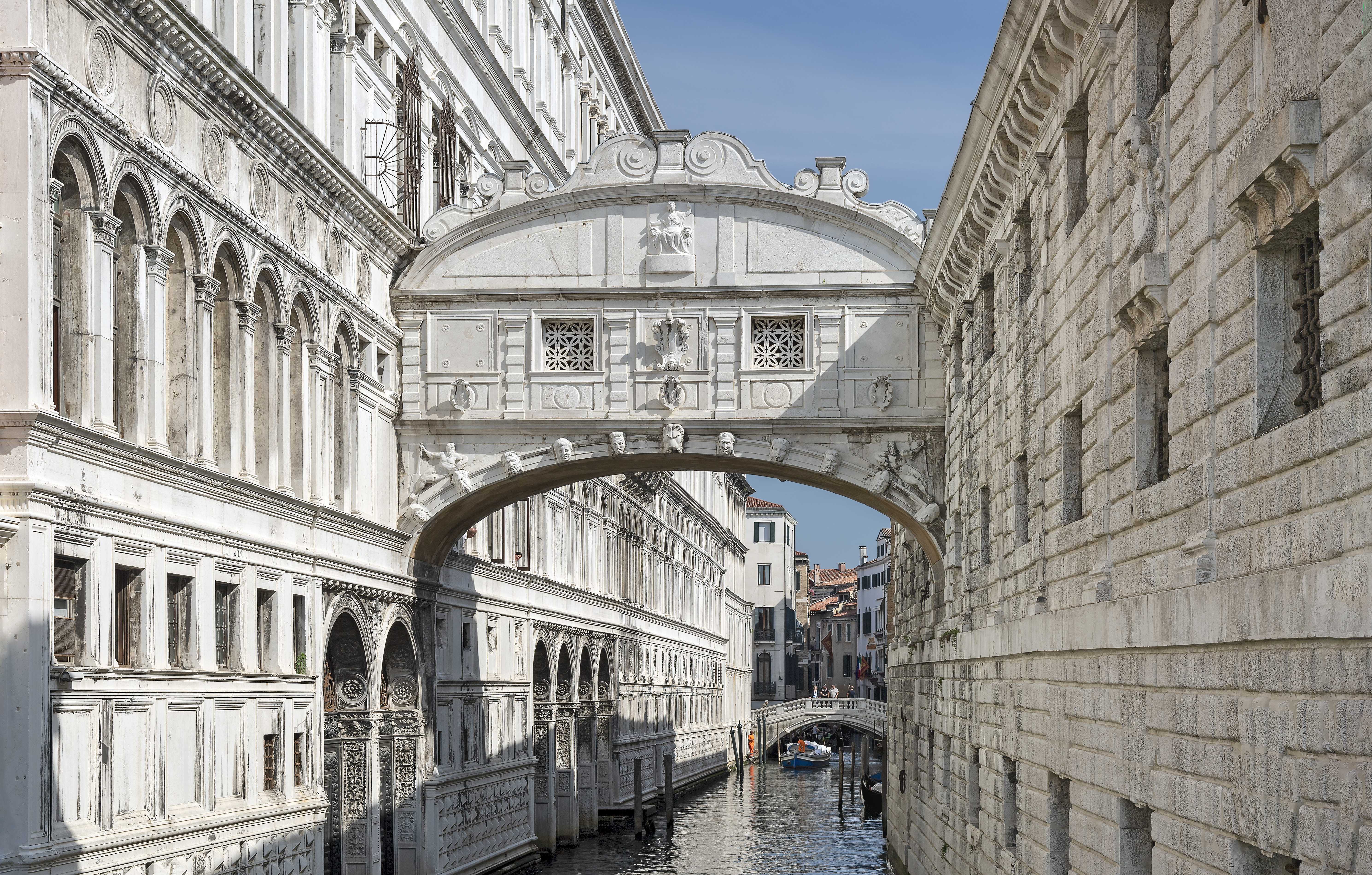
Façade sur rio di Palazzo
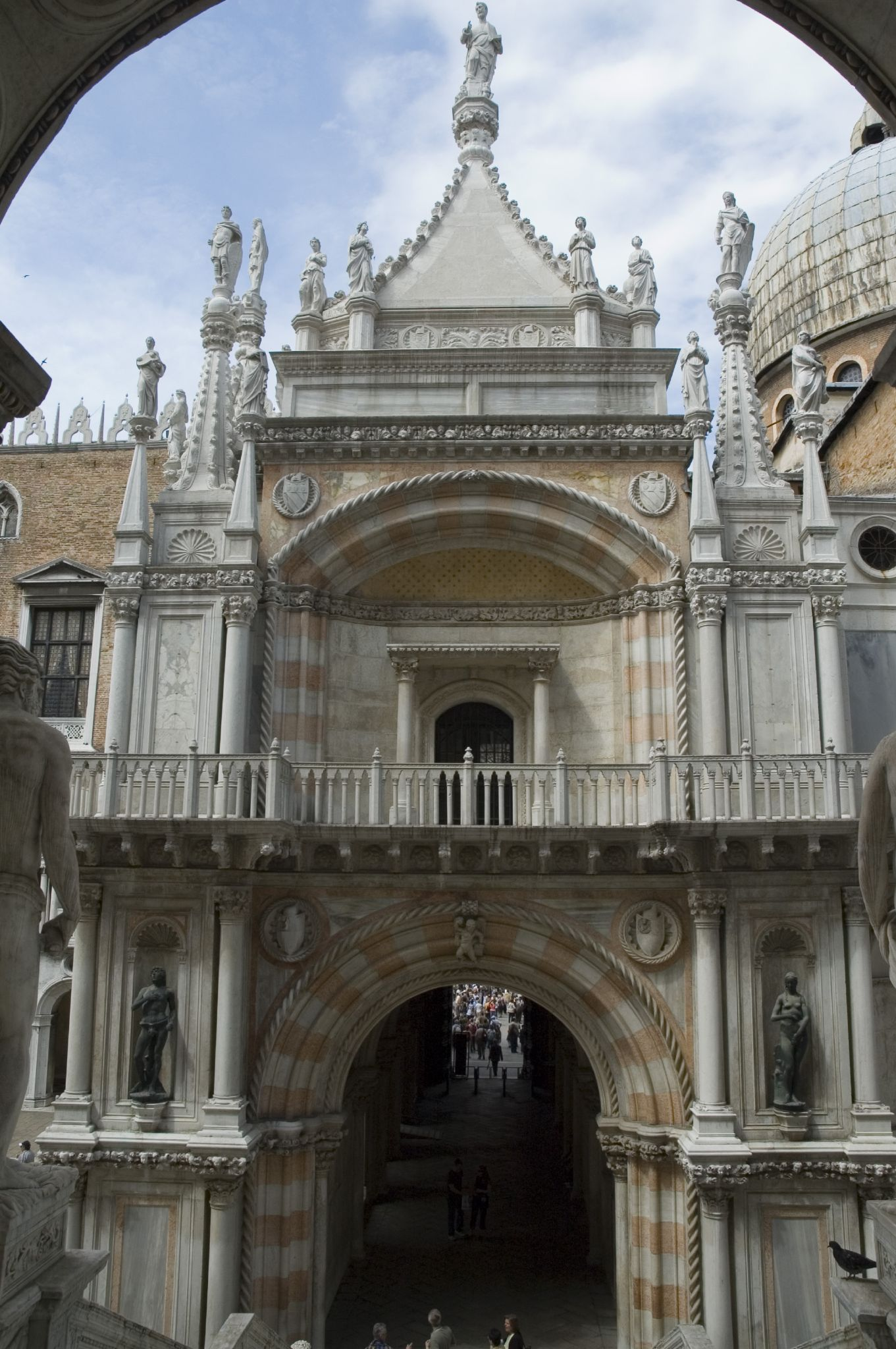
Arc Foscari

### Incendie de 1483

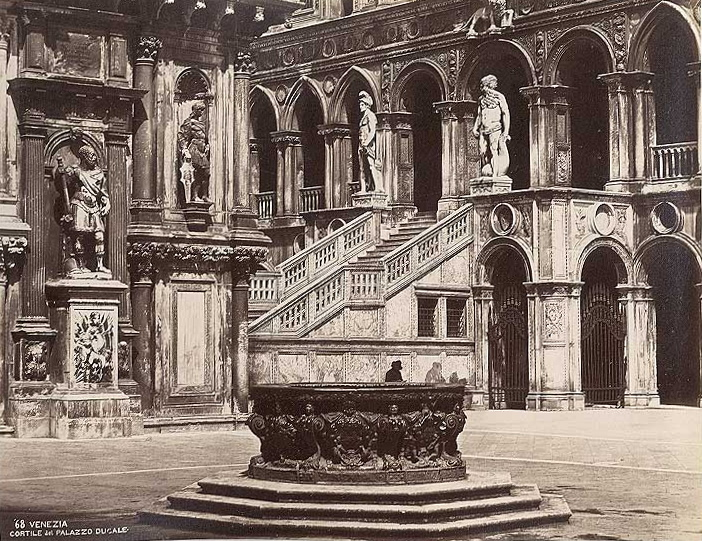
Scala dei Giganti, photo de Carlo Naya
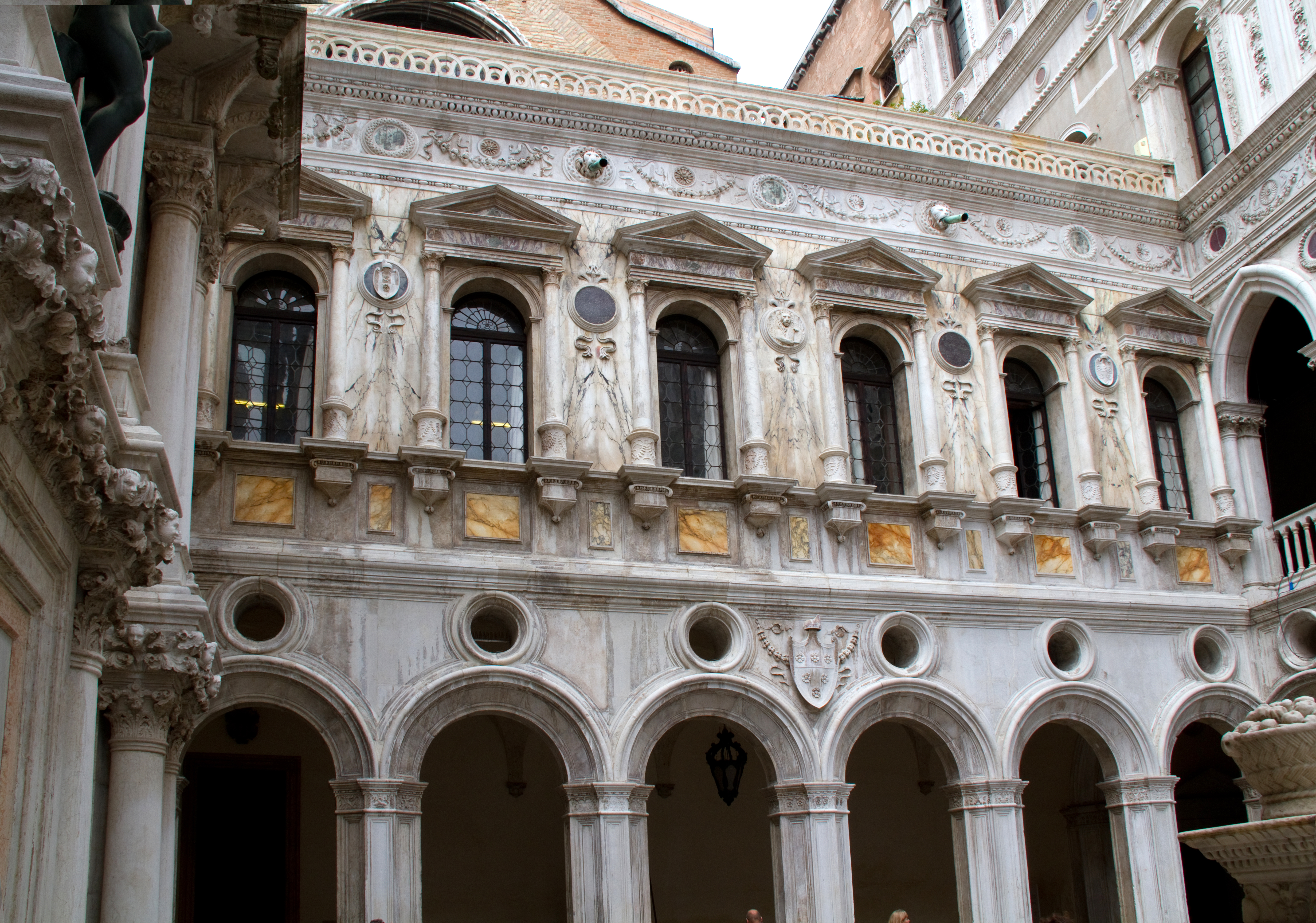
Cortile dei Senatori
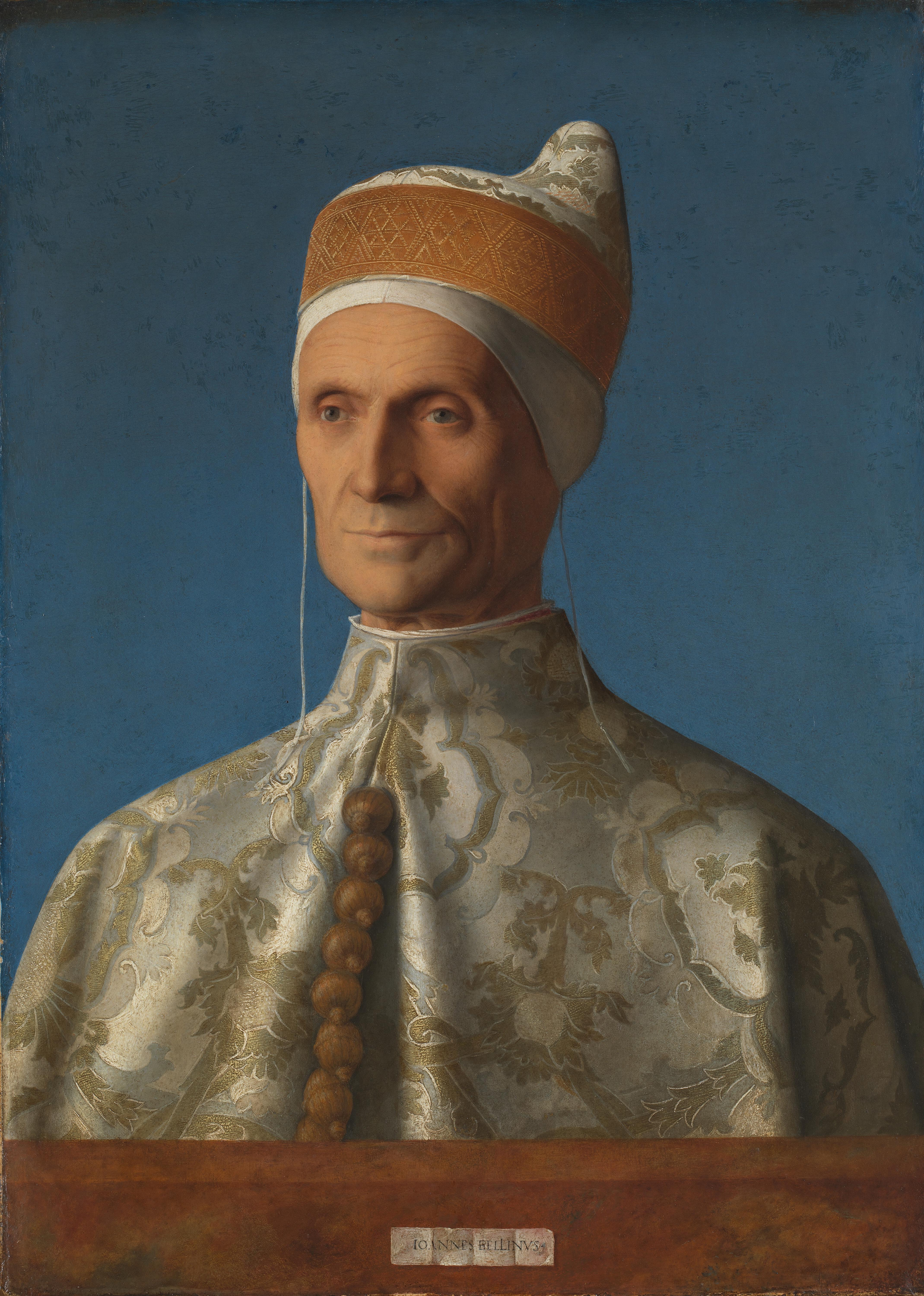
Portrait de Leonardo Loredan par Giovanni Bellini

### Incendie de 1574

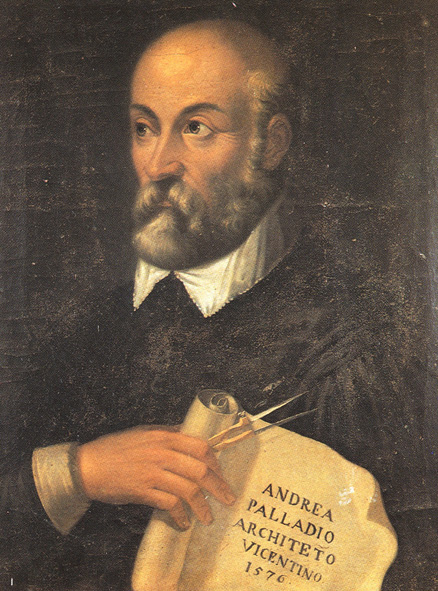
Andrea Palladio
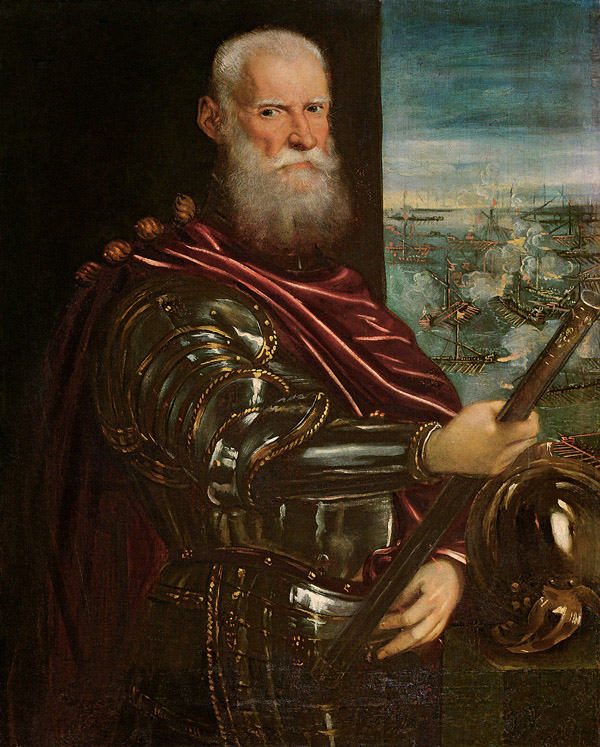
Sebastiano Venier
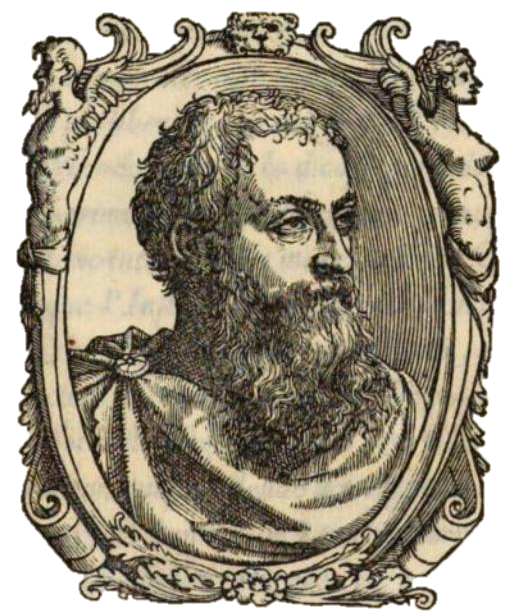
Francesco Sansovino

## Derniers chantiers

### Fin duXVIeet début duXVIIesiècle

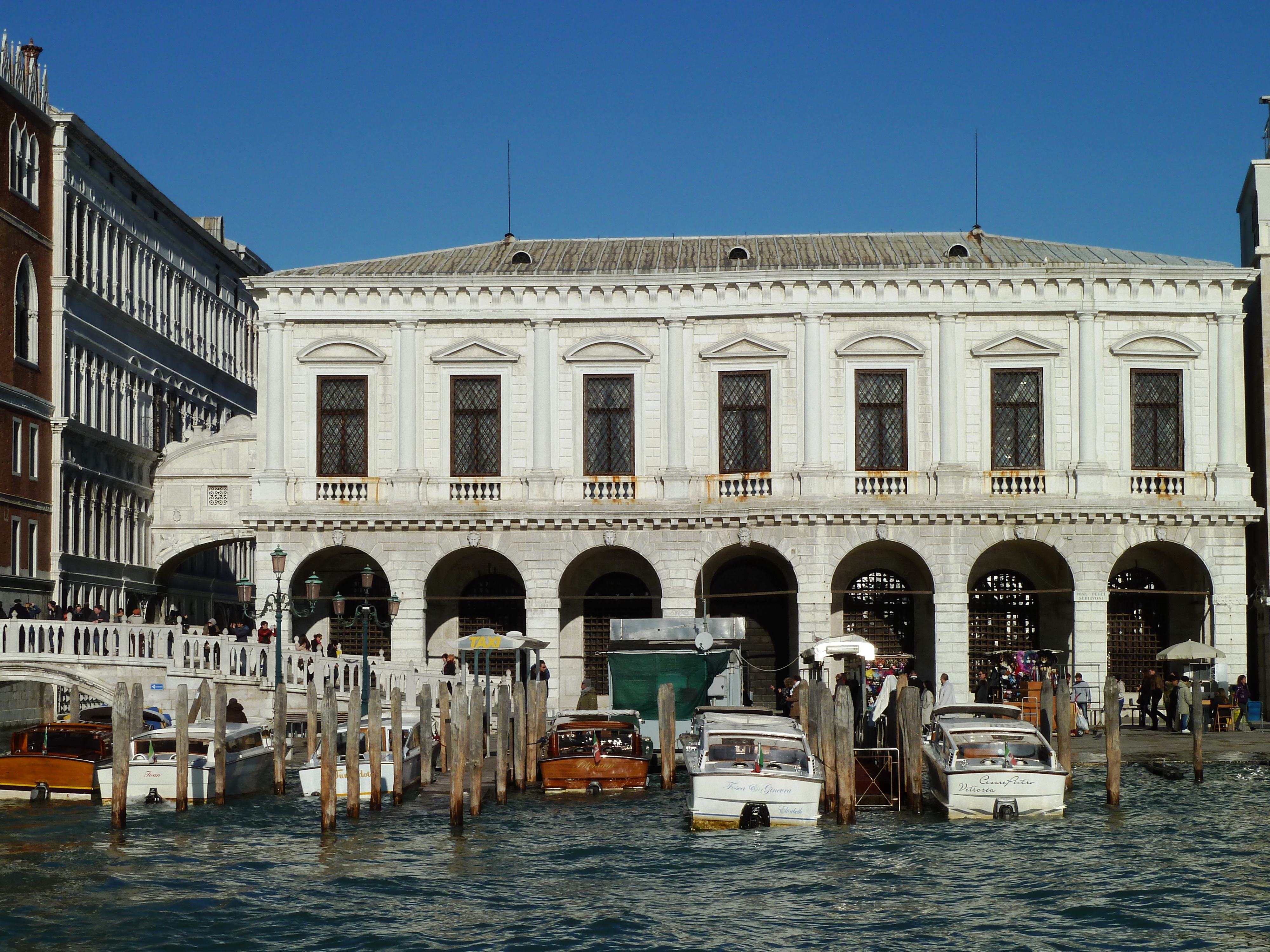
Prigioni Nuove le long de riva degli Schiavoni
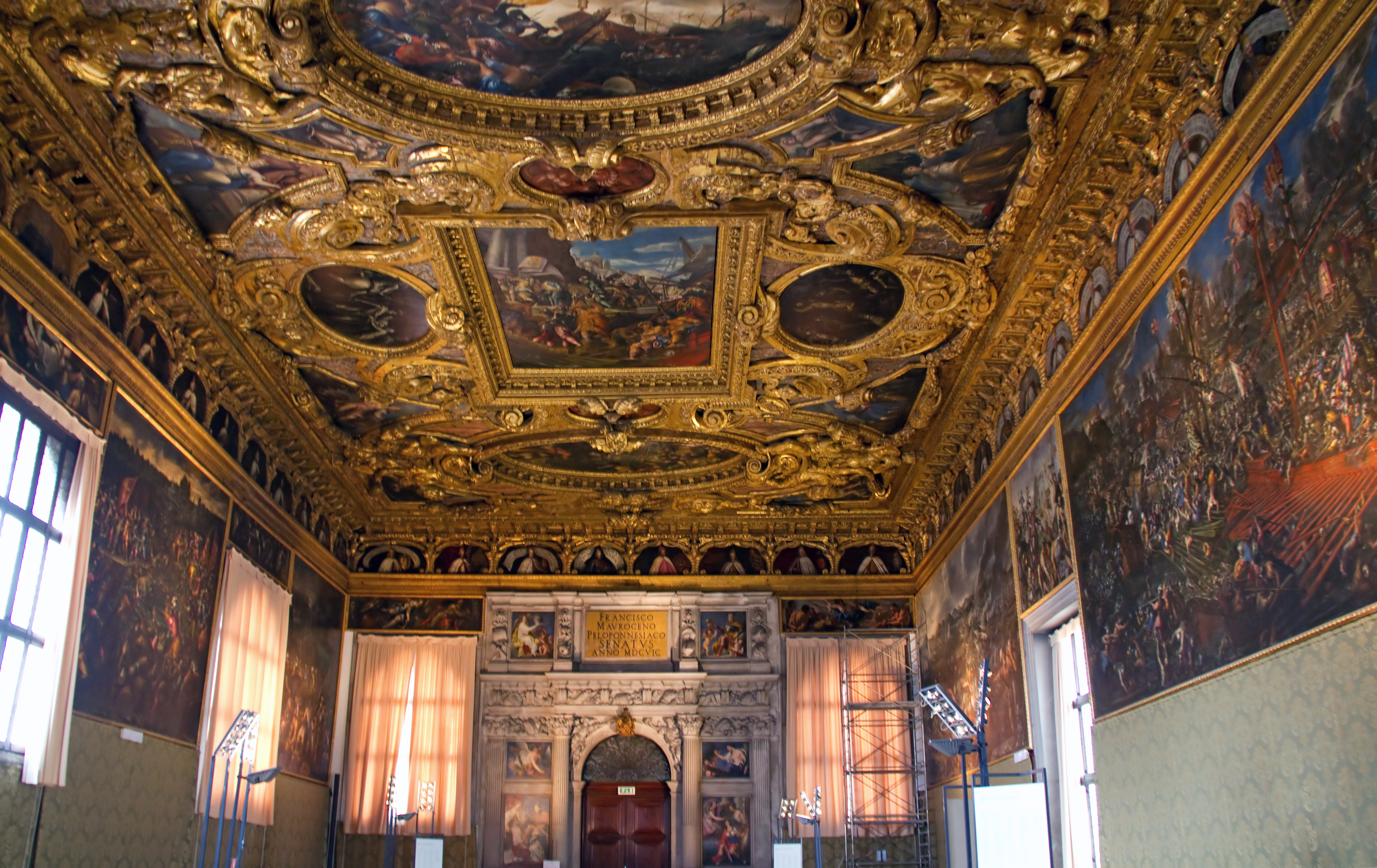
Sala dello Scrutinio et l'arc dédié à Francesco Morosini
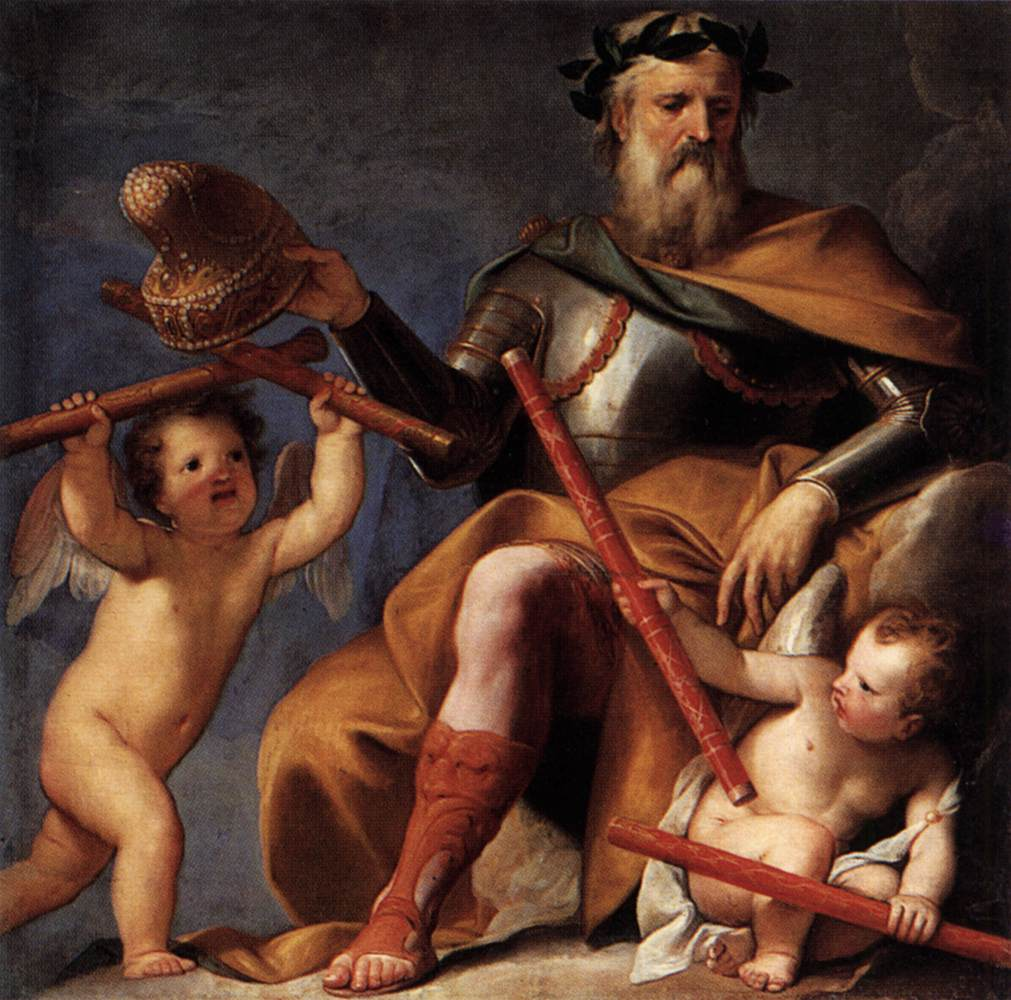
Il Merito offre il comando a Francesco Morosini, une des six œuvres de Gregorio Lazzarini qui décorent l'arc dédié à Morosini